# كارين نيلسون
كارين نيلسون هي منافسة ألعاب القوى كندية، ولدت في 3 ديسمبر 1963.

## وصلات خارجية
- كارين نيلسون على موقع الاتحاد الدولي لألعاب القوى (الإنجليزية)
- كارين نيلسون على موقع الاتحاد الكندي لألعاب القوى (الإنجليزية)
- كارين نيلسون على موقع اللجنة الأولمبية الدولية (الإنجليزية)
- كارين نيلسون على موقع أوليمبيديا (الإنجليزية)
- كارين نيلسون على موقع اللجنة الأولمبية الكندية (الإنجليزية)
- كارين نيلسون على موقع اتحاد ألعاب الكومنولث (مؤرشف) (الإنجليزية)